# Liste aktiver Brauereien
Diese Liste aktiver Brauereien enthält nach Ländern geordnet Brauereien und von ihnen gebraute Biere.

## Größte Bier-Brauereigruppen
| Rang               | Name                                                | Sitz                        | Ausstoß in Mio. hl |  |
| ------------------ | --------------------------------------------------- | --------------------------- | ------------------ |  |
| 01                 | Anheuser-Busch InBev NV/SA                          | Belgien                     | 506                |  |
| 02                 | Heineken N. V.                                      | Niederlande                 | 243                |  |
| 03                 | China Resources Breweries Ltd.                      | Volksrepublik China         | 112                |  |
| 04                 | Carlsberg A/S                                       | Dänemark                    | 101                |  |
| 05                 | Molson Coors Brewing Company                        | Kanada / Vereinigte Staaten | 084                |  |
| 06                 | Tsingtao Brewery Co., Ltd.                          | Volksrepublik China         | 074                |  |
| 07                 | Asahi Beer                                          | Japan                       | 065                |  |
| 08                 | Société des Brasseries et Glacières Internationales | Frankreich                  | 043                |  |
| 09                 | Beijing Yanjing Beer Company Ltd.                   | Volksrepublik China         | 039                |  |
| 10                 | Anadolu Efes                                        | Türkei                      | 036                |  |
|                    |                                                     |                             |                    |  |
| 22                 | Radeberger Gruppe                                   | Deutschland                 | 011                |  |
| 25                 | Oettinger Brauerei                                  | Deutschland                 | 007,5              |  |
| 28                 | Paulaner Brauerei Gruppe                            | Deutschland                 | 006,3              |  |
| 30                 | TCB Beteiligungsgesellschaft                        | Deutschland                 | 005,8              |  |
| 31                 | Krombacher                                          | Deutschland                 | 005,7              |  |
| 32                 | Bitburger Braugruppe                                | Deutschland                 | 005,7              |  |
| Weltbierproduktion | Weltbierproduktion                                  |                             | 1624               |  |

## Ägypten
- Al Ahram Beverages Company (Heineken)
  - u. a. Stella (Biermarke)
- Egyptian International Beverages Co.
  - Luxor
  - Santana

## Äthiopien
In der Region wurde schon vor mehreren Tausend Jahren Bier gebraut.
- St Georg Brauerei, Addis Abeba (die 1922 gegründete Brauerei ist die älteste in Äthiopien und gehört heute zu Société des Brasseries et Glacières Internationales)
- Bierfabrik Harar (zu Heineken)
- Dashen Brauerei, Gonder (mt einem Ausstoß von 500.000 hl pro Jahr eine der größten Brauereien des Landes)
- Meta Abo Brauerei, Sebeta (bei Addis Ababa)
- Bedele Brauerei, Bedele (zu Heineken, gegr. 1993)
- Raya Brauerei, Mayshew (südl. von Mek’ele) (gegr. 2015)
- Kombolcha Brewery, Kombolcha (zu Société des Brasseries et Glacières Internationales, gegr. 1999)
- Zebidar Brauerei, Wolkite (zu Société des Brasseries et Glacières Internationales, gegr. 2017)

## Albanien
- Birra Korça, Korça
- Birra Tirana, Tirana
- Norga, Vlora
- Kompania TEA, Tirana (Birra Kaon)

## Angola
- CUCA BGI – Companhia União de Cervejas BGI (Luanda, 1947 gegründet)
- NOCAL – Nova Empresa De Cervejas De Angola, S.A.R.L. (Luanda, 1958 gegründet, Marke: Nocal)
- EKA – Empresa Angolana de Cervejas (Dondo, 1969 gegründet)
- ECN – Empresa Cervejeira N´gola (Lubango, 1974 gegründet, 2009 neueröffnet)
- COBEJE – Companhia de Bebidas do Bom Jesus (Bom Jesus)
- CERBAB (Cabassango, Cabinda-Stadt, 2008 errichtet)
- NOCEBO – Nova Companhia de Cerveja do Huambo (Huambo, 1991 geschlossen, 2009 neueröffnet)
- SOBA – Sociedade de Bebidas de Angola, Catumbela (Benguela, 2002 errichtet)
- SODIBA – Sociedade de Distribuição de Bebidas de Angola, Bom Jesus (Bengo) (2017 eröffnet)
- ECNN – Empresa Cervejeira N'gola Norte (Funda, Kreis Cacuaco, 2010 errichtet)
- ÚNICA – União Cervejeira de Angola (Cabire, Kreis Ícolo e Bengo, nach 2010 errichtete Fabrik der portugiesischen Unicer)
- Lowenda Brewery Company (Luanda, 2014 errichtet, chinesisches Unternehmen)
- Refriango (Viana)

## Argentinien
Hier gab es 2018 elf große Brauereien, über 700 Mikrobrauereien und fünf Mälzereien.
- CCU Argentina mit Brauereien in:
  - Buenos Aires
  - Santa Fe de la Vera Cruz
  - Salta
- Cervecería y Maltería Quilmes S. A. I. C. A y G., Quilmes

## Armenien
- Abowjaner Bierbetrieb, Abowjan
  - Kotayk
- Beer of Yerevan, Jerewan
  - Kilikia
- Gyumri Garejur
  - Aleksandropol
  - Ararat Beer
  - Gyumri Beer

## Australien
- Bridge Road Brewers, Beechworth
- Cascade Brewing Company, Hobart
- Coopers Brewery Ltd., Adelaide
- Eumundi Brewing Co., Eumundi
- Foster’s Group Ltd., Melbourne
- J. Boag & Son Brewing Ltd., Launceston
- Lion Nathan Ltd., Sydney
- Little Creatures Brewery, Fremantle
- Nailbrewing, Bassandean
- Newstead Brewing, Brisbane
- Rebellion Brewing Company, Ballarat
- Rocks Brewing Company, Sydney
- Thunder Road Brewing, Brunswick
- West-End-Brewery, Adelaide, zu Lion Nathan
- William Bull Brewery, Bilbul

## Bahamas
- Bahamian Brewery & Beverage, Freeport (Bahamas)
  - Sands
- Commonwealth Brewery Ltd., Nassau (Bahamas)
  - Kalik

## Belarus
- Kriniza, Minsk
- Lidskoe Pivo, Lida
- Brestskoe Pivo, Brest
- Bobruisker Brauerei (russisch Бобруйский бровар), Babrujsk
  - "Речицкое" (ehem. aus Retschyza, nur noch Marke)

## Belize
- Belize Brewing Company, Ltd., Ladyville

## Bolivien
- Bebidas Bolivianas BBO, Santa Cruz de la Sierra

## Bosnien und Herzegowina
- Banjalučka pivara, Banja Luka
- Bihaćka Pivovara, Bihać
- Pivara Tuzla, Tuzla
- Sarajevska pivara, Sarajevo
- Hercegovačka pivovara, Mostar

## Brasilien
- Companhia de Bebidas das Américas, São Paulo
  - Antarctica, Brahma, Skol, Original, Bohemia,[2] Kronenbier,[3] Liber[3], Stella Artois, Serramalte, Wäls
- Heineken Brasil vormals Cervejaria Kaiser Brasil (Heineken)
  - Heineken, Kaiser, Sol, Bavaria[4], NovaSchin, Schin, Glacial, Eisenbahn,[5] Primus,[6] Nobel[6], Devassa
- Grupo Petrópolis (mit Brauereien in Petrópolis, Boituva, Teresópolis, Rondonópolis, Alagoinhas und Itapissuma)
  - Itaipava, Crystal[4], Petra, Black Princess, Lokal Bier
- Casa di Conti
  - Conti Bier
- Cerpa, Belém
- D’Avila

## Bulgarien
- Kamenitza/Каменица
- Zagorka/Загорка
- Carlsberg Bulgaria/Карлсберг България
- Boljarka/Болярка BT
- Ledenika/Леденика, Mesdra
- Lomsko Bier/Ломско пиво
  - Almus/Алмус, Sofia/София
- AGRIM/Агрима
  - Strumsko Bier/Струмско пиво
- Brauerei Sofia/Пивоварна София
  - Shopsko/Шопско, Sofia/София"

## Chile
- Cervecería Chile S. A., Santiago de Chile
- Cervezas Artesanales
- Compañía Cervecera Kunstmann SA, Valdivia
- Compañía de Cervecerías Unidas S. A., (Hauptmarke: Cristal) mit Brauereien in:
  - Santiago de Chile
  - Valdivia (Kunstmann (Brauerei))
  - Temuco
- Cervecería Austral, Punta Arenas

## China, Volksrepublik
- China Resources Breweries Ltd., Hongkong
  - Snow Bier (雪花啤酒)
- Tsingtao Brewery Co., Ltd., Qingdao
  - Tsingtao (青岛啤酒)
- Beijing Yanjing Beer Company Ltd., Peking
  - Yanjing-Bier (燕京啤酒)
- Budweiser APAC
  - Harbin-Bier (哈尔滨啤酒)
- Guangzhou Zhujiang Brewery Group
  - Zhujiang Bier (珠江啤酒)

## China, Republik (Taiwan)
Taiwan Tobacco & Liqour Corporation, Taipeh

## Cookinseln
- Cook’s Lager, Rarotonga
- Matutu Brewery, Rarotonga

## Dänemark
- Aarhus Bryghus, Aarhus
- Bryggeri Midtfyn, Ringe
- A/S Bryggeriet Vestfyen, Assens
- Bryghuset Braunstein, Køge (Seeland)
- Carlsberg A/S, Kopenhagen
  - Carlsberg, Tuborg
- Fuglsang, Haderslev
- Harboes Bryggeri A/S, Skælskør
- Hallegaard Small Batch Brewery, Østermarie (Bornholm)
- Midtfyns Bryghus, Broby auf Fünen
- Nørrebro Bryghus, Kopenhagen
- Ørbæk Bryggeri,[7] Ørbæk auf Fünen
- Royal Unibrew A/S, Aarhus
  - mit Brauereien in Odense und in Faxe
- Svaneke Bryghus, Svaneke
- Thisted Bryghus, Thisted
- Vejle Bryghus, Vejle

## Dominica
- Kubuli

## Dominikanische Republik
- Cerverceria Bohemia
- Cervecería Nacional Dominicana
- Quisqueya

## Ecuador
- Cerveceria Nacional S. A., Guayaquil (Tochter der SABMiller PLC)

## Eritrea
- Birra Melotti, Asmara

## Estland
- A. Le Coq, Tartu
- Põhjala, Tallinn
- Saku, Saku

## Färöer
- Föroya Bjór, Klaksvík

## Finnland
- Bryggeri Helsinki, Helsinki
- Hartwall, Helsinki (Firmensitz)
  - Lapin Kulta, Tornio
  - Karjala, Lahti
- Nokian Panimo, Nokia
  - Keisari
- Laitilan Wirvoitusjuomatehdas, Laitila
  - Kukko
- Sinebrychoff, Kerava
  - Koff
  - Karhu
- Olvi, Iisalmi
- Pyynikin Käsityöläispanimo, Tampere

## Frankreich
- Brasserie Licorne de Saverne, Saverne
- Brasseries Kronenbourg, Straßburg
- Brasserie Champigneulles, Champigneulles
- Ferme Brasserie, La Chapelle-Saint-Ouen
- Brasserie de Bretagne SARL, Concarneau
- Brasserie de Bourbon, Saint Denis (La Réunion)
- Brasserie Castelain, Bénifontaine
- Brasserie des Cimes, Aix-les-Bains
- Brasserie Duyck, Jenlain
- Brasserie de l’Espérance, Schiltigheim, (Heineken)
- Brasserie Gambrinus, Mülhausen
- Brasseurs de Gayant, Douai
- Brasserie Grain d’Orge, Ronchin
- Brasserie La Rouget de Lisle, Bletterans
- Brasserie Meteor, Hochfelden
- Brasserie Metreau, Saint-Aigulin
- Brasserie Distillerie du Mont-Blanc, Les Houches
- Brasserie de Pays Basque, Bardos
- Brasserie du Pélican, Mons-en-Barœul, (Heineken)
- Brasserie Pietra, Furiani
- Brasserie de Saint-Omer, Saint-Omer
- Brasserie de Saint Sylvestre, Saint-Sylvestre-Cappel
- Brasserie Schutzenberger, Schiltigheim
- Brasserie Uberach, Uberach
- Brasserie la Valentine, Marseille, (Heineken)
- Ninkasi, Lyon

## Gambia
- Banjul Breweries Limited, Serekunda-Kanifing

## Georgien
- Natakhtari
- Kazbegi

## Ghana
- Guinness Ghana Breweries

## Griechenland
- Athenian Brewery S. A., Athen (gehört zu 100 % Heineken N. V.)
- Corfu Beer Ltd., Arillas auf Korfu
- Elleniki Zythopioia Atalante, Atalante (u. a. Mythos)
- Löwenbräu Hellas S. A., Kiparissi
- Macedonian Thrace Brewery, Komotini
- Mediterranean Microbrewery of Crete, Kissamos
- Rethymnian Brewery, Rethymno

## Guatemala
- Cervecería Centro Americana, S. A., Guatemala-Stadt

## Guinea-Bissau
- Africa Bottling Company Lda, Bissau (1973 als CICER – Companhia Industrial de Cervejas e Refrigerantes gegründet, einzige Brauerei des Landes)

## Guyana
- Banks DIH Ltd., Georgetown

## Indien
- United Brewery Group (UBG), Bangalore (siehe auch Vijay Mallya)
  - Kingfisher
- Lilason Brewery
  - Khajuraho Beer

## Indonesien
- PT Delta Djakarta Tbk, Bekasi Jakarta
  - Anker Bir, Carlsberg Beer, San Miguel Pale Pilsen, Anker Stout
- PT Multi Bintang Indonesia Tbk., Tangerang Jakarta (gehört zu 100 % Heineken N. V.)
  - Bintang Pilsener, Bintang Zero, Green Sands, Guinness, Heineken, Ambassador
- PT Bali Hai Brewery Indonesia, Bekasi
  - Bali Hai Premium Beer, Bali Hai Draft Beer, Panther Stout, Timor Gold Super Brew

## Irland
- Beamish and Crawford, Cork
- Carlow Brewing Company, Muine Bheag (County Carlow)
- Guinness-Brauerei, Dublin
  - Kilkenny Draught
- Metalman Brewing, Waterford
- Murphy’s, Cork

## Island
- Ölgerðin Egill Skallagrímsson, Reykjavík
- nIcebrew, Reykjavík
- Bruggsmiðjan, Árskógssandur
- Viking-Brugg (Vifilfell, HF), Akureyri

## Israel
- Tempo, Netanja
  - Maccabee Pilsen
  - Goldstar Munich-style Dark Draught
  - Nesher Malt Schankbier

## Italien
- ArteBirraira, Seren del Grappa
- Amarcord, Rimini
- Bozner Bier,  Bozen
- Brauerei Forst AG, Algund
- Heineken Italia S.p.A., Mailand

Biersortiment in der Schaufensterauslage in Venedig

- Heineken Italia, Assemini, Provinz Cagliari, Sardinien
  - Birra Ichnusa
- Birra Moretti, Udine
- S.p.A. Birra Peroni, Rom
  - Nastro Azzurro
- Birra Castello, Udine
- Birra Salento, Leverano
- Birra Theresianer, Triest
- Birrificio Lambrate, Mailand
- Martinsbräu, St. Martin in Passeier

## Jamaika
- Desnoes & Geddes, Kingston

## Japan
- Asahi Beer, Tokio
- Kirin Beer
- Sapporo Breweries Ltd., Tokio
- Sapporo Yebisu Premium
- Suntory mit vier Standorten

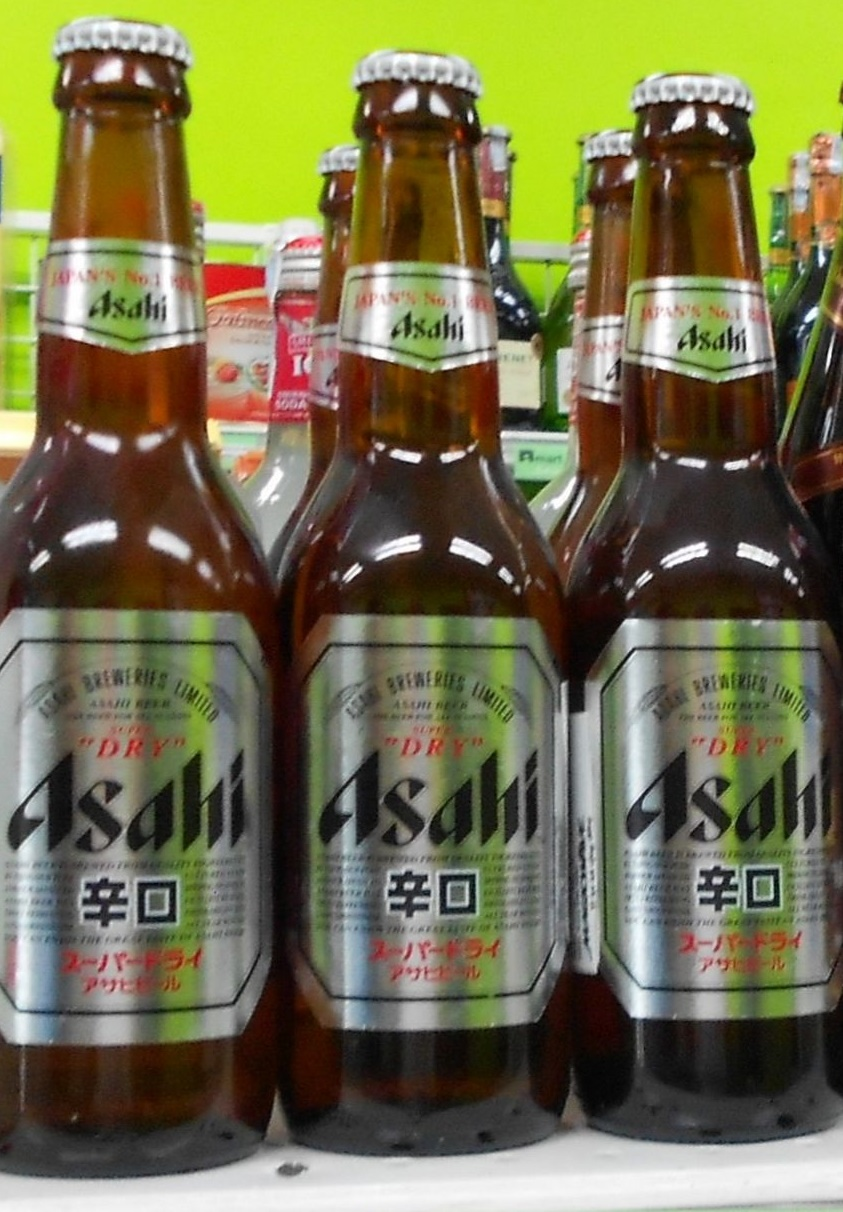

- Fuji kanko Kaihatsu (Fujizakura Heights Beer) in Kawaguchiko, Spezialität: Rauchbier

## Jordanien
- Carakale, Fuheis

## Kambodscha
- Cambrew Limited, Sihanoukville
- Khmer Brewery, (Phnom Penh)

## Kanada
- Labatt Brewing Company
  - Alexander Keith’s
- Molson Coors Canada
- Moosehead Breweries

## Kap Verde
- Sociedade Cabo-verdiana de Cerveja e Refrigerantes (SCCR), Praia, (einzige Brauerei des Inselstaates)[8]

## Kasachstan
- Efes Kasachstan
  - Brauerei Almaty
  - Brauerei Karaganda, Astana
- Brauerei Derbes Almaty (zu Carlsberg)

## Kenia
- Kenya Breweries (zu East African Breweries)
  - Tusker, White Cap, Pilsener

## Kolumbien
- Bavaria, Bogotá

## Korea, Nord-
- Taedonggang Brewing Company, Pjöngjang

## Korea, Süd-
- Hite
  - Hite
  - Max
  - Dry Finish d
  - S
  - Stout
  - Queen’s Ale
- Oriental Brewery
  - OB Golden Lager
  - Cass
  - Cafri
- 7brau
- Jespi
- Energin

## Kosovo
- Brauerei "Devolli Group", Peja
  - Hauptprodukt: Birra Peja
- Brauerei "Prishtina", Pristina
  - Hauptprodukt: Birra Prishtina

## Kroatien
- Bujska Pivovara, Buje
- Carlsberg Croatia (früher Panonska Pivovara), Koprivnica
- Daruvarska Pivovara, Daruvar
- Karlovacka Pivovara, Karlovac
- Osječka Pivovara, Osijek
- Pivnica Medvedgrad, Zagreb
- Pivovara Ličanka, Gospić
- Splitska Pivovara, Split
- Vukovarska Pivovara, Vukovar
- Zagrebacka Pivovara, Zagreb

## Kuba
- Cervecería Bucanero S. A., Holguín
- Cervecería Guamá
  - Cerveza Guamá[9]
- Cervecería Hatuey, Santiago de Cuba
- Cervecería Tínima, Camagüey
- Cervecería Antiguo Almacén de la Madera y el Tabaco,[10] Havanna
- Factoria Taberna de La Muralla, Havanna

## Laos
- Lao Brewery Company Ltd. mit Brauereien in:
  - Vientiane und
  - der Provinz Champasak

(Hauptmarke: Beerlao)

## Lettland
- Aldaris, Riga
- Cēsu alus, Cēsis
- Bauskas Alus, Bauska
- Alus Avots, Jaunsili
- Lodiņa alus, Bauska
- Tērvetes Alus, Tišas
- Piebalgas Alus, Jaunpiebalgā
- Kimmel, Adazi
- LIDO, Riga

## Liechtenstein
- Liechtensteiner Brauhaus, Schaan

## Litauen
- Rinkuškių Alaus Darykla, Biržai
- Švyturys-Utenos alus, Klaipėda
- Volfas Engelman, Kaunas
- Gubernija, Šiauliai

## Luxemburg
- Brasserie Béierhaascht, Käerjeng
- Brasserie de Luxembourg Mousel-Diekirch S. A., Diekirch
- Brasserie Nationale S. A. Bofferding, Bascharage
- Brasserie Simon, Wiltz
- Hinkelsbaacher SARL, Fouhren
- Letzebuerger Stad Brauerei Clausel Luxemburg
- Ourdaller Brauerei, Heinerscheid

## Malta
- Simonds Farsons Cisk
  - Cisk Lager Beer, Cisk Export Premium Lager Beer, Blue Label Ale, Hopleaf, Farsons Traditional Shandy, Lacto Milk Stout

## Marokko
- Société des Brasseries du Maroc, Casablanca
  - Flag Spéciale, Flag pils, Bière Casablanca, Stork, Castel Beer (unter Lizenz), 33 Export (unter Lizenz), Heineken (unter Lizenz), Beaufort (unter Lizenz), Gamme Crown, Gamme Speciale Flag

## Mauritius
- Phoenix Beverages, Vacoas-Phoenix

## Moldau
- Efes Vitanta Moldova Brewery
- Brauerei Bender (russisch Бендерский пивоваренный завод)

## Montenegro
- Trebjesa-Brauerei, Nikšić

## Mosambik
- CDM – Cervejas de Moçambique S.A.R.L. (inzwischen Teil der SABMiller-Gruppe), Maputo
  - Laurentina (1932 gegründet; Clara, Preta, Premium)
  - 2M (1962 gegründet)
  - Manica
  - Impala (2011 gegründet, weltweit erste Biermarke mit Bier aus Maniok)

## Myanmar
- Dagon Beverages Company Limited, Yangon
- Myanmar Brewery Limited, Yangon

## Namibia
- Die größte Brauerei in Namibia ist die Namibia Breweries (NBL) (Marke u. a. Windhoek Lager).
- Die kleinere Brauerei Camelthorn Brewing aus Windhoek hatte seit August 2008 eine Braulizenz und wurde 2014 an NBL verkauft und aufgelöst.
- Die Mikrobrauerei Swakopmund Brewing Company wurde offiziell im November 2015 eröffnet. Sie gehört ebenfalls zu NBL.[11]

## Neuseeland
90 % des neuseeländischen Biermarktes werden von den zwei Großbrauereien bedient: Lion Breweries (Lion, Steinlager, Speight’s) und DB Breweries (Tui, DB, Heinken, Monteith’s).
- DB Breweries, Auckland (gehört zu Heineken)
  - Monteith’s Brewing Co. Limited, Greymouth
  - Waitemata Brewery, Auckland (gegr. 1929)
  - DB Draught Brewery, Timaru
  - Tuatara Brewery, Paraparaumu (gegr. 2000)
- Lion Nathan New Zealand
  - Lion Breweries, Auckland
  - Canterbury Brewery, Christchurch
  - Lion Brown Wellington Brewery, Wellington
  - McCashin’s Brewery & Malthouse, Nelson
  - Speight’s Brewery, Dunedin

Weitere Brauereien sind:
- Australis Brewing, Auckland
- Auckland Breweries, Auckland
- Ballies Brewery and Cafe, Greytown
- Bean Rock Brewing Company, Auckland
- Black Robin Brewery, Chathaminseln
- Brauhaus Frings, Whangarei
- Brew Moon Brewing Company, Amberley
- Brofords Beers, Auckland
- Burkes Kaipara Brewery, Auckland
- Canterbury Independent Brewery, Christchurch
- Circle Breweries Ltd., Auckland
- Club Habitat Brewery, Turangi
- Coastal Brewery, Taranaki
- Cock and Bull Pub and Brewery, Auckland
- Cork and Keg Pub, Renwick
- Crater Brewing Company Ltd., Rotorua
- Dodsons Brewing, Blenheim
- Dux de Lux Brewery, Christchurch
- East West Brewery, Christchurch
- Egmont Brewing Company, New Plymouth
- Emerson Brewing Company, Dunedin
- Ferrymead Brewing Company, Christchurch
- Founders Organic Brewery, Nelson
- Galbraith Brewing Company, Auckland
- Harringtons Brewery, Christchurch
- Harringtons Brewery, Nelson
- Hawkes Bay Independent Brewery, Napier
- Hokianga Breweries Ltd., Kaikohe
- Invercargill Brewery, Invercargill
- Island Bay Brewing Company, Wellington
- Kahikatea Brewery, Hamilton
- Kaiapoi Brewery Co., Kaiapoi
- Katipo Brewing Company, Lower Hutt
- Kereru Brewing, Upper Hutt
- Limburg Brewing, Hastings
- Lighthouse Brewery, Nelson
- Loaded Hog, Auckland, Christchurch, Hamilton, Queenstown, Wellington
- McCashin’s Brewery & Malthouse, Nelson
- McDuff’s Brewery, Dunedin
- Metropolitan Breweries Ltd., Henderson
- Milkshed Brewing Co., Christchurch
- Miner’s Brewery, Westport
- Moa Brewing Company Blenheim
- Mussel Inn, Onekaka
- Nelson Bays Brewery, Nelson
- Onehunga Spring Brewery, Auckland
- Petone Brewery Ltd., Lower Hutt
- Pilot Bay Brewing Company, Auckland
- Pink Elephant Brewery, Renwick
- Polar Brewing Company, Lower Hutt
- Rangitoto Brewing Company, Auckland
- Renaissance Brewing Company, Blenheim
- Resort Brewing, Queenstown
- Robson Brewing Company Ltd., Timaru
- Roosters Brewhouse, Hastings
- Shakespeare Tavern and Brewery, Auckland
- Shamrock Brewing Co., Palmerston North
- Sunshine Brewery, Gisborne
- The Brewhouse, Havelock North
- Trident Tavern, Auckland
- Tuatara Brewing Company, Wellington
- Twin Pines Brewhouse, Paihia
- Waiheke Island Microbrewery, Auckland
- Wanaka Beerworks, Wanaka
- White Cliffs Brewing Company Ltd., Taranaki
- Wests Cordials, Dunedin

## Nordmazedonien
- Pivara Skopje, Skopje (Marken: Skopsko und Gorsko)

## Norwegen
- Aass Bryggeri, Drammen
- Atna Bryggeri AS
- Baatbryggeriet AS, Vestnes
- Grans Bryggeri AS, Sandefjord
- Haandbryggeriet, Drammen
- Hansa Borg Bryggerier (gehört zu Royal Unibrew)
  - Braustandorte in Sarpsborg, Kristiansand, Bergen
- Inderøy Gårdsbryggeri, Inderøy
- Lervig Aktiebryggeri AS, Stavanger
- Lillehammer Bryggeri AS, Lillehammer
- Lundetangens Bryggeri
- Macks Ølbryggeri, Tromsø
- Nøgne Ø-Det Kompromissløse Bryggeri A/S, Grimstad
- Oslo Mikrobryggeri
- Ringnes A. S., Oslo (gehört zu Carlsberg)
  - Ringnes Bryggeri, Gjelleråsen bei Oslo
  - Farris, Larvik
  - Ringnes EC Dahls Bryggeri, Trondheim
- Tou, Stavanger

## Osttimor
- Liurai (wird in der 2018 in Hera eröffneten Heineken-Brauerei und -Getränkeabfüllfabrik hergestellt)

## Panama
- Cervecerias Baru-Panama S. A., Panama-Stadt
- Cerveceria Nacional

## Paraguay
- Baru
- Cerveceria Internacional S. A.
- Sajonia Brewing Company, Sajonia

## Peru
- Backus & Johnson (Geschäftsverbindung mit SABMiller)
- Del Altiplano
- Arequipeña

## Philippinen
- San Miguel, Manila

## Polen
- Browar Amber, Bielkówko bei Danzig
- Browar Artezan, Natolin
- Browar Cornelius, Piotrków Trybunalski
- Browar Fortuna, Miłosław
- Brovarnia Gdańsk, Danzig
- Browar Kormoran, Olsztyn
- Browar Nr 1 w Łodzi, Łódź
- Browar Przystań, Park Śląski
- Browary Regionalne Jakubiak, Nowy Dziekanów
  - mit Standorten in Ciechanów, Lwówek Śląski, Bojanowo, Tenczynek und Biskupiec
- Browar restauracyjny Czenstochovia, Częstochowa
- Browar restauracyjny Spiż, Breslau, Katowice und Miłków
- Browar Stara Komenda, Stettin
- Browar Staropolski, Zduńska Wola
- Browar Szałpiw, Poznań
- Browar Widawa, Chrząstawa Mała
- Browar Witnica, Witnica
- Cieszyński Browar Mieszczański, Cieszyn
- Krajan Browary Kujawsko-Pomorskie, Trzeciewnica
- Carlsberg Polska SA, Warschau
  - Bosman Browar Szczecin, Stettin
  - Kasztelan Browar Sierpc S. A., Sierpc
  - Okocim, Brzesko
  - Piast (nur noch Biermarke)
- Kompania Piwowarska SA, Posen (zu Asahi Beer)
  - Tyskie Gronie, Książęce Tyskie, Lech Premium, Lech Pils, Lech Mocny, Dębowe Mocne, Żubr, Redd’s, Redd’s Red
- Grupa Żywiec S. A., Żywiec, (gehört zu 61 % Heineken N. V.)
  - Elbrewery Co. Ltd., Elbląg
  - Warka (Bier), Warka
  - Brauerei Żywiec, Żywiec
  - Schlossbrauerei Cieszyn, Cieszyn
- Perła Browary Lubelskie S. A., Lublin und Zwierzyniec
  - Marken: Perła, Goolman, Zwierzynieckie
- Van Pur S. A.:
  - Browary Górnośląskie, Zabrze
  - Browar Jędrzejów, Jędrzejów
  - Browar BROK w Koszalinie, Koszalin
  - Browar Łomża, Łomża
  - Browar Van Pur, Rakszawa

## Portugal
- Cervejeira Lusitana, Oeiras
- Sociedade Central de Cervejas e Bebidas, Lissabon (Biermarke Sagres (seit 1934), u. a.)
- Super Bock Group SGPS, SA, Leça do Balio (Biermarken Super Bock (seit 1927), Cristal (seit 1890), u. a.),
- Drink In, S. A., Santarém (2002 gegründet, Biermarke Cintra)
- Empresa de Cervejas da Madeira, Câmara de Lobos, Madeira (1872 gegründet, Biermarken Coral (seit 1969) und Zarco)
- Sumol+Compal, Pombal (Biermarke Tagus, dazu in Lizenz Grolsch und Estrella Damm)
- Cervejaria Praxis, Coimbra (2006 gegründet, Biermarke Praxis)
- Cervejaria Lusitania, Lissabon (1925 gegründet)
- Os Três Cervejeiros, Lda., Porto (2008 gegründet, Biermarke Sovina seit 2011)
- Melo Abreu (Fábrica de Cervejas e Refrigerantes João de Melo Abreu, Lda.), Ponta Delgada, Azoren (1892 gegründet, Biermarke Especial)
- Cerveja Areias, Guimarães (2015 gegründet, Biermarke Areias)
- Barona Brewing Company, Lda., Marvão (2015 gegründet, Biermarke Barona – Cerveja Alentejana)
- D’Ourique Flavours, Lda., Lissabon (2016 gegründet, Biermarke D’Ourique)
- LX Brewery – LXBR, Lda., LX Factory, Lissabon (2014 gegründet, Biermarke Cerveja LX)
- Cerveja Musa, Lda., Lissabon (2915 gegründet, Biermarke Musa)
- Casa Agrícola Quinta das Oliveiras Queimadas Lda., Linhaceira, Gemeinde Asseiceira (seit 2012 Biermarke Celtas)
- Rui Bento, Oeiras (seit 2015 Biermarke Amnesia Brewery)
- Essência D’Alma, Lda., Ossela (2010 gegründet, seit 2012 Biermarke Vadia)
- Ninfas & Sereias, Lda, Nine, (gegründet 2014, Biermarke Buja)
- Dois Corvos Cervejeira, Lda., Lissabon (2013 gegründet, Biermarke Dois Corvos)
- Post Scriptum Brewery, Lda., Trofa (2013 gegründet, Biermarken Ora et Labora und By Pedro Sousa)
- Cerveja Artisanal Mediaevalis, Aveiro, (2014 gegründet, Biermarke Mediaevalis)
- 5 e Meio, Pávoa da Galega, Gemeinde Venda do Pinheiro (2014 gegründet, Biermarke 5 e Meio)
- Cerveja Amphora, Póvoa de Lanhoso (2014 gegründet, Biermarke Amphora)
- Arrábida Beer Company (ABC), Naturpark Arrábida (2014 gegründet, Biermarke ABC)
- Cerveja Bordallo, Caldas da Rainha (2014 gegründet, Biermarke Bordallo)
- Bourgeois Microbrewery Investment Co., Ltd., Vila Nova de Gaia (2013 gegründet, Biermarke Burguesa)
- Cinco Chagas, Bairrada-Region/Zentral-Portugal (2014 gegründet, Biermarke Cinco Chagas, nach dem Champagner-Prinzip gebraut)
- Deck Beer Lab, Estoril (2014 gegründet)
- Cerveja Artesanal Ermida, Abrantes (2014 gegründet, Biermarke Ermida)
- Cerveja Artesanal Mártir – MLD Cervejeiros, Alfândega da Fé (2013 gegründet, Biermarke Mártir)
- The Mean Sardine Brewery, Ericeira und Mafra (gegründet 2013, Biermarke Mean Sardine)
- Faustino – Microcervejeira, Lda., Cacia (Aveiro) (eigene Biermarke Maldita, Auftragsproduktion Biermarke Passarola)
- Cerveja Rapada, Santo António do Alva, Serra da Estrela (2014 gegründet, Biermarke Rapada)
- Régia Cerveja Artesanal, Póvoa de Lanhoso (2012 in Braga gegründet, Biermarke Régia)
- Saudade Cerveja Artesanal, Loures (2013 gegründet, Biermarke Saudade)
- Cerveja Letra, Vila Verde (seit 2013 Biermarke Letra)
- Dux Beer, Coimbra (2013 gegründet, Biermarke Dux)[13][14]

## Ruanda
- Bralirwa
- Skol-Brauerei (SBL)

## Rumänien
- Bergenbier S. A., (zu Molson Coors Europe)
  - Ploiești (Marken: Bergenbier, Staropramen, Beck's, Stella Artois, Noroc, Löwenbräu)
- Heineken România (Marken: Heineken, Birra Moretti, Ciuc, Silva, Neumarkt, Bucegi, Golden Brau, Harghita)
  - Craiova
  - Miercurea Ciuc
  - Târgu Mureș
- URBB (Tuborg Romania)
  - Bukarest  (Marken: Tuborg, Carlsberg, Skol, Holsten)
- Ursus S. A. (zu Asahi Beer) (Marken: Ursus, Timișoreana, Ciucaș, Kozel, Peroni, Azuga)
  - Brașov
  - Buzău
  - Timișoara

## Russland
- Baltika (Brauerei), Sankt Petersburg
  - Brauerei Chabarowsk
  - Brauerei Jaroslawl
  - Brauerei Krasnojarsk
  - Brauerei Nowosibirsk
  - Brauerei Rostow
  - Brauerei Samara
  - Brauerei Tscheljabinsk
  - Brauerei Tula
  - Brauerei Woronesch
- Heineken Russia
  - Brauerei Sankt Petersburg
  - Brauerei Schichan, Sterlitamak
  - Brauerei Wolga, Nischni Nowgorod
  - Sibirische Brauerei, Nowosibirsk
  - Brauerei Patra, Jekaterinburg
  - Brauerei Heineken Baikal, Irkutsk
  - Amur-Bier, Chabarowsk
- Wjatitsch, Kirow
- Botschkariew
- AB InBev Efes (11 Brauereien)
- Brauerei Ochakovo, Moskau (mit Filialen in Krasnodar, Tjumen und Pensa)

## Saint Vincent und die Grenadinen
- St. Vincent Brewery Limited
  - Hairoun Lager
  - Eku Bavaria
  - Guinness Stout
  - Guinness Malta

## Salomonen
- Solomon Breweries Limited, Honiara
- Szetu Enterprises Ltd, Honiara

## Samoa
- Vailima, Apia

## São Tomé und Príncipe
- Cervejeira Rosema in Neves
  - Creola
  - Rosema Pilsen (Helles Pils mit 4,2 %)

## Schweden
- Åbro, Vimmerby
- Banco Bryggeri, Skruv in Småland
- Falcon Bryggerier, Falkenberg und Umeå
- Jämtlands Bryggeri AB, Östersund
- Kopparberg Brauerei Kopparberg
- Pripps Ringnes, Bromma und Västra Frölunda
- Spendrups Bryggeri AB, Grängesberg, Vårby und Visby
- Thimsfors Bryggeri AB, Markaryd

## Senegal
- Société des Brasseries de l’Ouest Africain, Dakar

## Serbien
- Apatinska Brauerei, Apatin
  - Jelen Pivo
- Belgrader Brauerei, Belgrad
  - BIP Pivo
- Carlsberg Serbia, Čelarevo
- Heineken Zajecar

## Seychellen
- Seychelles Breweries Ltd. (gehört zu Diageo plc)

## Sierra Leone
- Sierra Leone Brewery Limited (gehört zu Heineken)

## Singapur
- Asia Pacific Breweries Ltd. (gehört zu 37,9 % Fraser & Neave Ltd. und zu 42,5 % Heineken N. V.)
  - Tiger Beer, Heineken, Anchor Beer, Baron’s Strong Brew, ABC Extra Stout

## Slowakei
- Banskobystricky pivovar, a. s.
- Bratislavský Meštiansky pivovar s. r. o., Bratislava
- Heineken Slovensko a. s., Nitra
- Pivovar Šariš a. s., Veľký Šariš
- Steiger, Eisenbad
- Stein a. s., Bratislava
- Tatran a. s., Poprad
- Pivovar Topvar a. s., Topoľčany
- Pivovar a sladovňa Gemer a. s., Rimavská Sobota

## Slowenien
- Pivovarna Adam Ravbar, Rodica
- Pivovarna Ambrožič, Barka
- Pivovarna Anton, Grosuplje
- Pivovarna AS, Prelesje
- Pivovarna Človeška ribica, Vrhnika
- Pivovarna Diavolo, Celje
- Pivovarna Emonec, Koper
- Pivovarna Epic, Kazarje
- Pivovarna Finda, Obrov
- Pivovarna Flora, Krvavi potok
- Pivovarna Glal, Lesce
- Pivovarna Gold, Sežana
- Pivovarna Haler, Olimje
- Pivovarna Keros, Tržišče
- Pivovarna Kostanj, Ptujska Cesta bei Gornja Radgona
- Pivovarna Kratochwill, Ljubljana
- Pivovarna Kurent Ptuj Merli, Ptuj
- Pivovarna Laško, Laško
- Pivovarna Lipnik, Šmarje pri Jelšah
- Pivovarna Mahnič, Kozina
- Pivovarna Marinšek, Naklo
- Pivovarna Palhartinger, Celje
- Pivovarna Pek, Dolenje pri Jelšanah
- Pivovarna Pigal, Ajdovščina
- Pivovarna Union, Ljubljana
- Pivovarna Zlate, Medvode
- Pivovarna Zvezda, Murska Sobota

## Spanien
- Beer Lovers, Alcudia (Mallorca)
- Cerveza Dougall’s, Liérganes
- Cerveza Viva,[15] Arinaga, Gran Canaria
  - Leyenda, Morenuca, Cañonazo
- Cervesas Moritz, S. A., Barcelona
  - Moritz
- Compañia Cervecera de Canarias, S. A., Santa Cruz de Tenerife
  - Dorada Especial, Tropical Premium
- Estrella Galicia, Hijos de Rivera, S. A., A Coruña
  - Estrella Galicia, 1906, HR, Estrella Galicia 0,0, Shandy Estrella Galicia, Estrella Galicia Light
- Grupo Cervezas Alhambra S.L., Granada
  - Alhambra Premium Lager, Alhambra 1925 Reserve, Mezquita
- Mahou-San Miguel, Málaga
  - Mahou: Cinco Estrellas, Clásica, Premium Light, Negra, Mixta Shandy, Light, Reina
  - San Miguel: Especial, 1516, Eco, Selecta XV
- Heineken España, S. A., Sevilla
  - Cruzcampo
- Naturbier, Madrid
  - Naturbier
- Sociedad Anónima Damm, Barcelona
  - Estrella Damm
- Sociedad Anónima La Zaragozana, Saragossa
- Moritz (in Lizenz)
- Taberna Calvin’s Beer, Madrid

## Sri Lanka
- Carson Cumberbatch & Company Ltd., Colombo (Lion)
- Three Coins Beer Company (Pvt.)

## Tadschikistan
- Pivzavod, Duschanbe
  - Sim-Sim

## Tahiti
- Brasserie de Tahiti S. A., Papeete
  - Hinano

## Thailand
- Beer Thai Public Company Limited, Khlong Khlung, Provinz Kamphaeng Phet
- Beer Thip Brewery Co Ltd, Bang Ban, Provinz Ayutthaya
- Cosmos Brewery (Thailand) Ltd, Wang Noi, Provinz Ayutthaya
- Boon Rawd Brewery Co., Ltd., Bangkok
- Thai Amarit Brewery Co., Ltd., Bangkok
- Thai Asia Pacific Brewery, Bangkok

## Tonga
- Royal Beer Company Ltd. in Nukuʻalofa

## Trinidad und Tobago
- Carib Brewery, Champ Fleurs
  - Carib
  - Stag

## Tschechien
- Pivovary Staropramen s.r.o., Prag
- Budějovický Budvar, n. p., Budweis
- Plzeňský Prazdroj, a. s., Pilsen
- Pivovar Hols, a. s., Vratislavice nad Nisou

- Královský pivovar Krušovice, a. s., Krušovice (gehört zu Heineken)
- Lobkowizcký Pivovar Vysoký Chlumec, Vysoký Chlumec
- Pivovar Bernard a. s., Humpolec
- Starobrno, a. s., Brünn (gehört zu Heineken)
- Pivovar a Restaurace U Fleků, Prag
- Pivovar Černá Hora, Černá Hora
- Pivovarsky dvur Lipan, Týn nad Vltavou
- Pivovar Falkenštejn, Krásná Lípa
- Pivovar Kladno, Kladno
- Pivovar Kout na Šumavě, Kout na Šumavě
- Pivovar Kocour, Varnsdorf
- Pivovar Platan, Protivín
- Pivovar Rychtář, Hlinsko v Čechách
- Pivovar Regent, Třeboň
- Pivovar Samson, Budweis
- Pivovar Svijany, Svijany
- Ústecké pivovary

- Pivovar Ferdinand, a. s., Benešov
- Pivovar Hostan, Znojmo
- Sedmý schod, Žatec

## Türkei
- Efes Pazarlama ve Dağıtım Tic. A.Ş., Istanbul
  - Efes: Efes Pilsener, Efes Dark, Efes Light, Efes Extra
  - Festival, Caraiman, Karagandinskoe, Stary Melnik, Vitanta, Marmara 34
- Sueral Su-Perge Pilsener Brauerei, Antalya
  - Perge Pilsner
- Türk Tuborg

## Uganda
- Nile Breweries Ltd. (zu ABInBev), Standorte:
  - Jinja (gegr. 1951)
  - Mbarara (gegr. 2013)
  - (Marken: Nile Special, Chaiman’s, Eagle Lager, Club Pilsener Lager, Castle Lager)
- Uganda Breweries Ltd, Port Bell (zu EABL)
  - (Marken: Bell Lager, Tusker u. a.)

## Ukraine
- AB InBev Efes Ukraina (Brauereien in Mykolajiw, Tschernihiw und Charkiw)
- Berdichew-Brauerei, Berdytschiw
- Chernihiwske, Kiew
- Kalusky-Brauerei, Kalusch
- Mykulynezke Brovar, Mykulynzi
- Lwiwske (Львівське) (Carlsberg Group) Lemberg
- Obolon (Оболонь), Kiew
- Persha Pryvatna (zu Oasis Group), Lemberg
- Radomyshl-Brauerei, Radomyschl
- Riven-Brauerei, Rivne
- Sarmat, Donetsk
- Slawutich, Saporischschja
- TzOV "Ekspotecs", Iwano-Frankiwsk

## Ungarn
- Dreher Sörgyárak Rt., Budapest (Kőbánya)
- Borsodi Sörgyár Rt., Bőcs
- Heineken Hungária Sörgyárak Zrt., mit Brauereien in
  - Sopron
  - Martfű
- Pécsi Sörfőzde, Pécs
- Komáromi Sörgyár, Komárom
- Nagykanizsai Sörgyár, Nagykanizsa
- Páter
- Weber
- Préri
- Attila
- Ilzer
- Batavia
- Fradi

## Usbekistan
- Inter Rohat, Kibray

## Venezuela
- Empresas Polar
  - Solera Verde, Solera Light, Polarcita, Polar Light, Polar Ice
- Cervecería Regional, Maracaibo

## Vereinigtes Königreich
Im Vereinigten Königreich gab es Anfang 2025 über 1700 Brauereien; eine kleine Auswahl davon ist:
- Black Isle Brewery Co., Black Isle (Schottland)
- Black Sheep Brewery, Masham, North Yorkshire (England)
- BrewDog, Ellon, Aberdeenshire, (Schottland)
- Brewmeister Brewery, Aboyne, Aberdeenshire, (Schottland)
- Budweiser Brewing Group UK&I, Luton
  - Samlesbury Brewery, Preston (England)
  - Magor Brewery, Caldicot (Wales)
  - Camden Town Brewery, London (England)
- Camerons Brewery, Hartlepool (England)
- Dragon Brewery, Cardiff (Wales; auch: Brains)
- East London Brewing Company, London (England)
- Greene King Brewery, Bury St Edmunds (England)
- Harviestoun Brewery, Alva, (Schottland)
- Heineken UK, Edinburgh
  - Manchester Brewery (ehem. Royal Brewery), Manchester (England)
  - Tadcaster Brewery (ehem. John Smith’s), Tadcaster, (England)
- Loose Cannon Brewery, Abingdon, (England)
- Molson Coors,
  - Burton Brewery (ehem. Bass Brewery), Burton-on-Trent (England)
  - Tadcaster Brewery (ehem. Tower Brewery), Tadcaster (England)
- Redemption Brewing, London (England)
- Sambrook’s Brewery, London (England)
- Signature Brew, London (England)
- Sinclair Breweries, Orkney (Schottland; Orkney und Atlas)
- Traquair House (Schottland)
- Wellpark Brewery, Glasgow (Schottland) (Tennent’s Lager)
- Williams Bros Brewing Co, Alloa (Schottland)

## Vereinigte Staaten
In den Vereinigten Staaten wurde Ende September 2015 die 4000er-Marke bei der Anzahl der Brauereien überschritten; eine kleine Auswahl davon sind:
- 10th Street Brewery, Milwaukee, Wisconsin (Teil von Leinenkugel)
- Alpine Beer Company, Alpine, Kalifornien
- Anheuser-Busch Companies, Inc., St. Louis (Missouri)
  - Anheuser
  - Bare
  - Beck’s
  - Budweiser
  - Bush
  - Michelob
  - Tequiza
  - Summit (St. Paul, Minnesota)
- Anchor Brewing Company, San Francisco, Kalifornien
- Avery Brewing, Boulder, Colorado
- Bell’s Brewery Co., Kalamazoo und Comstock, Michigan
- Boston Beer Company, Boston (Massachusetts)
  - Samuel Adams
- Boulder Beer, Boulder, Colorado
- Boulevard Brewing Company, Kansas City, Missouri
- Bridge Port Brewing Company, Portland, Oregon
- Brooklyn Brewery, New York City
- Cascade Lakes Brewing Company, Redmond, Oregon
- Cervecería India, Mayagüez (Puerto Rico)
- Coors Brewing Company, Golden (Colorado)
- Deschutes Brewery, Bend, Oregon
- D. G. Yuengling & Son, Pottsville (Pennsylvania)
- Fiftyfifty Brewing, Truckee, Kalifornien
- Fort George Brewery, Astoria, Oregon
- Full Sail Brewing Company, Hood River, Oregon
- Hair of the Dog Brewing Company, Portland, Oregon
- Jacob Leinenkugel Brewing Company, Chippewa Falls, Wisconsin
- Kona Brewing Company, Kailua-Kona, Hawaii (ging aus Craft Brew Alliance hervor)
- Lagunitas Brewing Company, Petaluma, Kalifornien
- Matt Brewing Company, Utica, New York
- Michael Waltrip Brewing Company, Bristol (Virginia)
- Miller Brewing Company, Milwaukee, Wisconsin
- Moonlight Brewing Company, Santa Rosa, Kalifornien
- Minhas Craft Brewery, Monroe, Wisconsin
- New Belgium, Fort Collins, Colorado
- Ninkasi Brewing Company, Eugene, Oregon
- Port Brewing Company, San Marcos, Kalifornien
- Portland Brewing Company, Portland, Oregon
- Redhook Ale Brewery, Woodinville (Washington)
- Rogue Ales, Newport, Oregon
- Russian River Brewing Company, Santa Rosa, Kalifornien
- Shmaltz Brewing Company, San Francisco
- Sierra Nevada Brewing Company, Chico, Kalifornien
- Stone Brewing Company, Escondido, Kalifornien
- The Gambrinus Company, San Antonio, Texas
- Widmer Brothers Brewery, Portland, Oregon

## Vietnam
- SABECO (Bia Saigon), Ho-Chi-Minh-Stadt (gehört zu ThaiBev)
- HABECO, Hanoi

## Zypern
- Keo, Limassol
  - Keo, Fivebeer